# Schoenlandella forticarinata
Schoenlandella forticarinata är en stekelart som först beskrevs av Cameron 1910.  Schoenlandella forticarinata ingår i släktet Schoenlandella och familjen bracksteklar. Inga underarter finns listade i Catalogue of Life.